# Epinephelus polystigma
Epinephelus polystigma, thường được gọi là cá mú đốm trắng, là một loài cá biển thuộc chi Epinephelus trong họ Cá mú. Loài này được mô tả lần đầu tiên vào năm 1853.

## Phân bố và môi trường sống
E. polystigma có phạm vi phân bố rộng rãi ở Tây Thái Bình Dương. Loài này được tìm thấy chủ yếu ở các nhóm đảo phía đông quần đảo Mã Lai, trải dài về phía đông đến quần đảo Solomon. Nó cũng đã được ghi nhận ở bán đảo Cape York (đông bắc Úc), cũng như quần đảo Andaman và Nicobar ở Đông Ấn Độ Dương. Chúng sống ở khu vực nước lợ gần cửa sông, rừng ngập mặn và hạ lưu các dòng nước ngọt, xung quanh các rạn san hô ở độ sâu khoảng 44 m trở lại; cá con sống ở vùng nước nông hơn.

## Mô tả
E. polystigma trưởng thành có kích thước lớn nhất là khoảng 50 cm. Thân thuôn dài, hình bầu dục. Cơ thể cá trưởng thành có màu nâu sẫm, gần như đen với rất nhiều đốm trắng phủ khắp đầu và thân, và trên cả các vây. Đuôi bo tròn. Có 2 - 3 hàng răng nhỏ bằng nhau ở phần giữa của hàm dưới. Hai răng nanh ngắn chìa ra ở phía trước của cả hai hàm.
Số gai ở vây lưng: 11; Số tia vây mềm ở vây lưng: 15 - 16; Số gai ở vây hậu môn: 3; Số tia vây mềm ở vây hậu môn: 8; Số gai ở vây bụng: 1; Số tia vây mềm ở vây bụng: 5.
Thức ăn của E. polystigma là các loài cá nhỏ hơn, động vật thân mềm và động vật giáp xác. Chúng được đánh bắt trong nghề cá quy mô nhỏ. Số lượng của chúng đang suy giảm đáng kể ở Papua New Guinea và Quần đảo Solomon.